# Rue Louis-Mékarski
La rue Louis-Mékarski est une voie de Nantes, en France.

## Situation et accès
Située dans le quartier Malakoff - Saint-Donatien, cette voie publique bitumée, ouverte à la circulation automobile, relie le boulevard Ernest-Dalby à la rue Stephenson.

## Origine du nom
Elle doit son nom au fait que le dépôt de « Doulon-Est » de la première ligne de l'ancien réseau nantais des tramways à air comprimé inventés par Louis Mékarski, se trouvait à cet endroit. En effet, inauguré le 12 février 1879, ce dépôt alimentait 22 automotrices et 2 locomoteurs. Il restera en service jusqu'en 1958, année de l'abandon du tramway à Nantes.
Le site est, de nos jours, occupé par une station essence à l'enseigne Total.